# Спецназ: В осаде
«Спецназ: В осаде» (англ. S.W.A.T.: Under Siege) — американский фильм-боевик 2017 года режиссёра Тони Джильо. Продолжение фильма «S.W.A.T.: Огненная буря». В главных ролях снимались Сэм Джагер, Эдрианн Палики и Майкл Джей Уайт. 31 июля 2017 состоялась премьера в России, 1 августа фильм был выпущен на DVD.
Сюжет фильма во многом схож с «Нападением на 13-й участок»: в обоих фильмах группа полицейских охраняет загадочного чернокожего заключенного, которого пытаются забрать наёмники, постоянно атакуя здание, где главные герои держат оборону.
Рейтинг MPAA — R, лицам до 17 лет обязательно присутствие взрослого.

## Сюжет
4 июля, на День независимости США, в заброшенный погрузочный центр в Сиэтле был доставлен контейнер из Колумбии. По данным Управления по борьбе с наркотиками, здание находится под контролем наркокартеля, а прибывший груз — это партия контрабанды. Поэтому отряду спецназа SWAT под командованием Трэвиса Холла (Сэм Джагер) предстоит проникнуть в здание и забрать контейнер. Первоначально спецназовцам вместе с агентом УБН Уиром (Гарвин Кросс) удаётся проникнуть на территорию, но там их ожидает засада. Отразив атаку, во время которой гибнет несколько людей, в том числе и Уир, бойцы открывают контейнер, в котором обнаруживают человека с татуировкой скорпиона на спине (Майкл Джей Уайт).
Трэвис и его группа отвозят «Скорпиона» и единственного уцелевшего бандита Диего в свой штаб — недавно построенный тренировочный комплекс. Там Холл узнаёт у своей начальницы Эллен Дуайр (Эдрианн Палики), что «содержимое контейнера» стоит 500 миллионов долларов. Трэвис допрашивает Скорпиона, так и не получив никаких ответов, в то время как арестованный бандит совершает самоубийство. Внезапно Скорпион предсказывает будущее: он говорит, что скоро прибудут федеральные агенты, которые потребуют отдать им его под свою опеку и просит Холла этого не делать. Так и происходит — двое поддельных агентов ФБР пытаются забрать заключенного, но Трэвис разоблачает их и после короткой драки одного из них убивает, а второго, Франклина (Майк Допуд) арестовывает.
Второй раз Скорпиона допрашивают Холл вместе с Эллен, он рассказывает, что был шпионом и у него есть «компромат на всех». В Боготе он попал в плен к бандитам, которые отправили его в контейнере в США. Также он сообщает, что в отряде Холла есть предатель. Выходит, что Скорпион не провидец, а опытный аналитик. Некто Ларс Кохеген (Мэттью Марсден), охотящийся за Скорпионом, организует нападению на штаб спецназа. Ларсу удаётся шантажировать спецназовцев, угрожая их семьям, если они не отдадут ему Скорпиона. Тот соглашается выйти, но Трэвис идёт на риск и при помощи технического специалиста Элсона (Крис Готье) пытается заманить наёмников в ловушку. Однако кто-то предупреждает Ларса при помощи азбуки Морзе, включая и выключая фонарик у окна, что вскоре замечают нападавшие и отступают.
Этим человеком оказывается спецназовец Уорд (Тай Олссон), который освобождает поддельного агента Франклина. Однако, когда их обнаруживает Эллен Дуайр, Франклин сворачивает шею Уорду и сбегает. Позднее он отключает щиты, защищавшие здание от проникновения, после чего Трэвис стреляет ему в голову. Армия наёмников захватывает тренировочный центр, некоторые SWATовцы погибают в перестрелках. Скорпион вступает в рукопашную схватку с Ларсом и убивает его, насадив на железную трубу. Преступники сбегают, а Скорпион отдаёт Трэвису микрочип с дорогостоящей информацией, который был спрятан у него в зубе. Холл вспоминает, что Эллен упоминала о чипе ещё до того, как якобы узнала о его существовании и осознаёт, что она и есть предатель. Дуайр стреляет в заключённого и пытается убить Холла, но командир спецназа обезвреживает её. Вечером прибывает полиция и Трэвиса просят опознать тело Скорпиона, но когда открывают мешок для трупов, там оказывается один из поддельных агентов, которого убил Трэвис. Холл подтверждает, что это Скорпион и возвращается домой к жене и дочери.
Трэвис, который до этого разговаривал и коллегами насчёт того, что жена (Паскаль Хаттон) не хочет второго ребёнка и у них была по этому поводу ссора, узнаёт радостную новость, что она беременна. Фильм заканчивается сценой, где счастливая семья Холлов наблюдает за праздничным салютом.

## В ролях
| Актёр           | Роль                                        |
| --------------- | ------------------------------------------- |
| Сэм Джагер      | командир SWAT Трэвис Холл                   |
| Эдрианн Палики  | инспектор Эллен Дуайр                       |
| Майкл Джей Уайт | Скорпион                                    |
| Мэттью Марсден  | глава частной военной компании Ларс Кохеген |
| Кира Загорски   | офицер SWAT София Гутерьез                  |
| Тай Олссон      | офицер SWAT Т. Дж. Уорд                     |
| Оливия Чэн      | офицер SWAT Чу                              |
| Омари Ньютон    | офицер SWAT Бенсон                          |
| Арен Бучхольц   | офицер SWAT Йорк                            |
| Крис Готье      | технический специалист Элсон                |
| Паскаль Хаттон  | жена Трэвиса Карли Холл                     |
| Майк Допуд      | наёмник Франклин                            |
| Гарвин Кросс    | агент УБН Уир                               |